# 日本とギリシャの関係
日本とギリシャの関係（ギリシア語: Ελληνο-Ιαπωνικές σχέσεις、英語: Japan–Greece relations）では、日本とギリシャの関係について概説する。漢字表記から日希関係とも。

## 両国の比較
|             | ギリシャ                      | 日本                           | 両国の差                 |
| ----------- | ----------------------------- | ------------------------------ | ------------------------ |
| 人口        | 1071万人（2019年）            | 1億2711万人（2015年）          | 日本はギリシャの約11.9倍 |
| 国土面積    | 13万1957 km²                  | 37万7972 km²                   | 日本はギリシャの約2.9倍  |
| 首都        | アテネ                        | 東京都                         |                          |
| 最大都市    | アテネ                        | 東京都区部                     |                          |
| 政体        | 共和制 議院内閣制             | （民主制）議院内閣制           |                          |
| 公用語      | ギリシャ語                    | 日本語（事実上）               |                          |
| 国教        | ギリシャ正教会                | なし                           |                          |
| GDP（名目） | 1,943億7600万米ドル（2020年） | 5兆819億6954万米ドル（2019年） | 日本はギリシャの約26.1倍 |

## 歴史

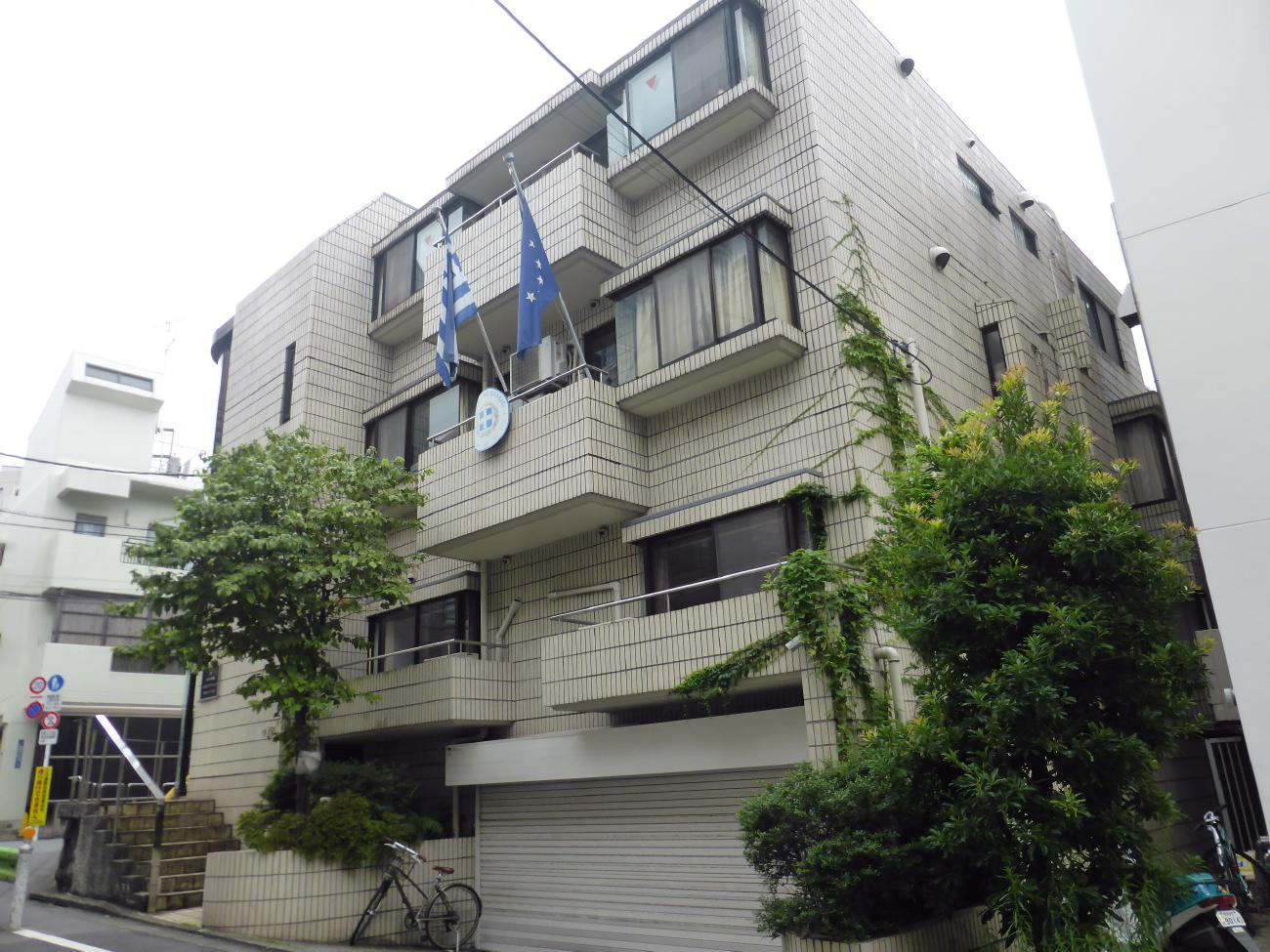
ギリシャ大使館全景（東京）

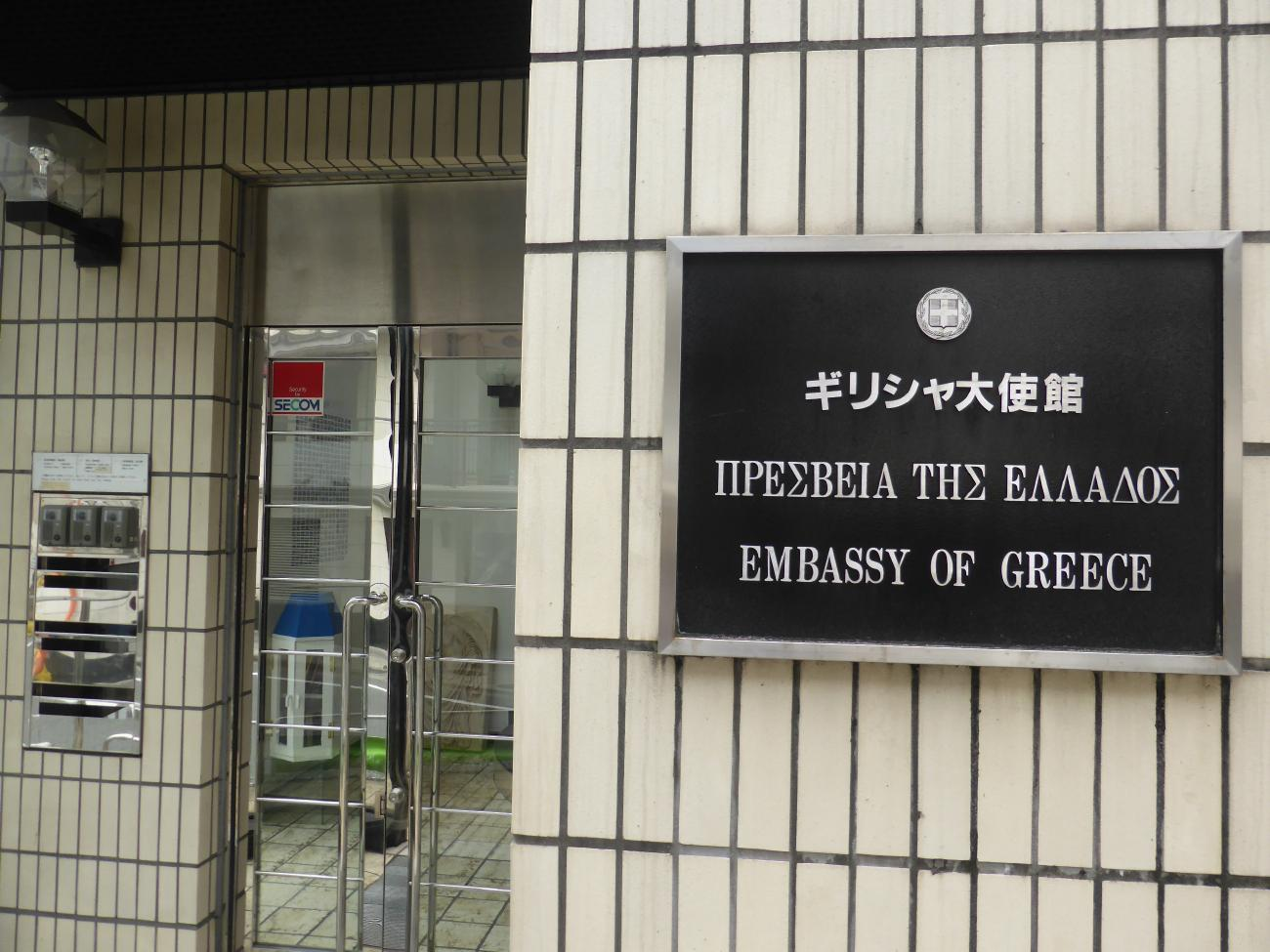
ギリシャ大使館表札（東京）

日本とギリシャは、1899年6月に日希修好通商航海条約が締結されたことにより国交が開始した。その後、遅れて1918年には東京市にギリシャ公使館が設置され、本格的な交流が始まったものの第二次世界大戦を機に断絶する。しかし戦後に国交が回復し、両国が互いの首都に置く公使館は大使館へと格上げされた。それ以降はあらゆる分野で友好的な関係を築いている。

## 外交
国交が樹立されて以来、第二次世界大戦による国交断絶を除いて平和的な友好関係にあり、政治的な連携を取る事も少なくない。第一次世界大戦後の1919年のパリ講和会議では、戦勝国となった日本は人種的差別撤廃提案を提案しており、アメリカやイギリスが反対を示す中でギリシャは日本の提案を支持している。また、日本がG4諸国と連携して国際連合安全保障理事会の常任理事国を参入を目指すに際し、ギリシャは日本の参入も支持している。その他、両国はバルカン半島における平和維持への取り組みも行っており、ヨーロッパにおける重要な外交的パートナーである。
要人の往来に関しては、2002年に当時のギリシャ首相であるコンスタンティノス・シミティスがビジネスマンやジャーナリストの代表団を伴って訪日しているほか、ギリシャ議会議長のアンナ・プサルーダ・ベナキ氏が2005年に来日し日本科学未来館を訪れている。一方で日本はEU-日本サミットの開催に際し、当時議長国であったギリシャを総理大臣の小泉純一郎が訪問している。

## 経済関係
2019年時点、対日輸入は623億円に上るのに対して、対日輸出は585億円であった。それ以前も、2013年を除き恒常的な日本側の輸出超過が続いている。一方で、両者の差は確実に埋まってきており、ギリシャは依然として日本からの投資が少ない国であるもののギリシャに興味を示す企業は増えつつある。おもな対日輸入品は船舶類、一般機械、自動車、自動車部品、二輪自動車で、主な対日輸出品はたばこ、石油製品、綿花、アルミニウム、果実等である。

## 文化交流

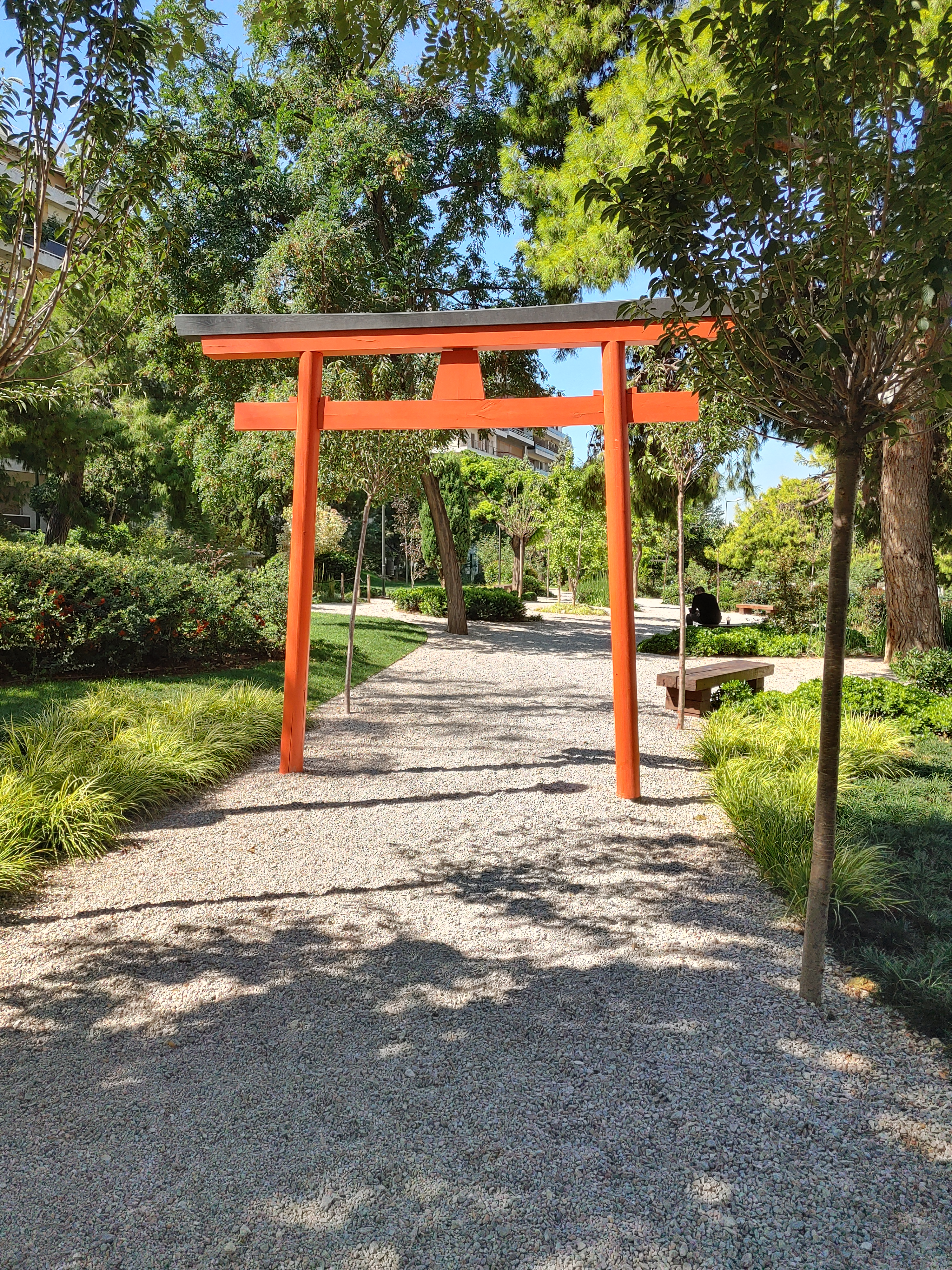
アテネ日本庭園入口の鳥居

観光における交流は深い。ギリシャは日本でもよく知られた観光地であり、2014年の1月から9月までの日本人観光客は17,878人に上るなど、着実に観光客は増えつつある。文化面では、かねてよりアレキサンダー大王などが日本で注目されておりその考古学展などが催されているほか、ギリシャの文学作品『ホメロス』が能の題目となるなど、学問・芸術で交流が進んでいる。また、東京都などがオリンピックに意欲的な姿勢を見せている事もあり、ギリシャはオリンピックの発祥国としてスポーツ関連の交流も盛ん。2009年には両国間の友好関係が110周年を迎え、大規模な文化展がそれに際して催されている。
2021年11月9日、ギリシャ初の日本庭園となるアテネ日本庭園の起工式が執り行われ、コスタス・バコヤニス・アテネ市長、中山泰則在ギリシャ日本大使、リリ・ジゴスルJTIギリシャ・マネージング・ディレクター、ギリシャ政府代表者らが出席した。2022年7月5日にはアテネ日本庭園で開園後初の夏祭りイベントが開催され、バコヤニス市長、中山大使夫妻、ジゴスルJTIギリシャ代表、政府関係者、文化人らが出席した。

## 外交使節

### 駐日ギリシャ大使・公使

#### 駐日ギリシャ公使
1. ディモステニス・ヴティラス（ギリシア語版）（1918～1920年）
2. スピリドン・コンスタンティニディス（1920～1921年）
3. ヨアニス・パパス（イオアニス・パパス、1921～1922年）
  - 空席（1922～1939年）
4. アサナシオス・G・ポリティス（英語版）（1939年）[24]

#### 駐日ギリシャ大使
1. ゲオルギオス・クスタス（1960～1962年）
2. アレクシス・リアティス（ギリシア語版）（1962～1965年）
3. ニコラウス・ハッジ・ヴァシリウ（1965～1967年）
4. ディミトリス・アヴラミディス（アブラミディス、1967～1971年、信任状捧呈は9月18日[25]）
5. テミストクレス・フリサンソプロス（1971～1975年）
6. ヨアニス・カビオティス（イオアニス・カビオティス、1975～1980年）
7. クレオン・カツァビス（1980～1983年）
8. コンスタンティノス・リベロプロス（1983～1985年）
9. ギオルゴス・リアニス（ギリシア語版、英語版）（ジョージ・リアニス、1985～1990年）
10. コンスタンティノス・ヴァシス（1990～1993年、信任状捧呈は5月28日[26]）
11. ギオルゴス・シオリス（ジョージ・シオリス、1993～1998年、信任状捧呈は8月27日[27]）
12. イリアス・カツァレアス（1998～2002年、信任状捧呈は9月18日[28]）
13. キリアコス・ロドゥサキス（ギリシア語版）（2002～2006年、信任状捧呈は7月9日[29]）
14. ヨアニス・ヴァヴァス（イオアニス・ヴァヴァス、2006～2009年、信任状捧呈は6月28日[30]）
  - （臨時代理大使）アンドレアス・フリガナス（2009年）
15. ニコラオス・ツァマドス（2009～2015年、信任状捧呈は10月13日[31]）
  - （臨時代理大使）ゲオルギオス・スティリャノプロス（2015年）
16. ルカス・カラツォリス（2015～2018年、信任状捧呈は4月15日[32]）
  - （臨時代理大使）ゲオルギオス・パルテニウ（2018年）
17. コンスタンティン・カキュシス（2018～2021年、信任状捧呈は10月18日[33]）
  - （臨時代理大使）ゲオルギオス・パルテニウ（2021～2022年）
18. ディミトリオス・カラミツォス＝ジラス（2022～2024年、信任状捧呈は3月10日[34]）
  - （臨時代理大使）スティリャノス・フルムジアディス（2024年）
19. ニコラオス・アルギロス（2024年～、信任状捧呈は5月23日[35]）

#### 駐日ギリシャ大使館
- 住所: 東京都港区西麻布3-16-30

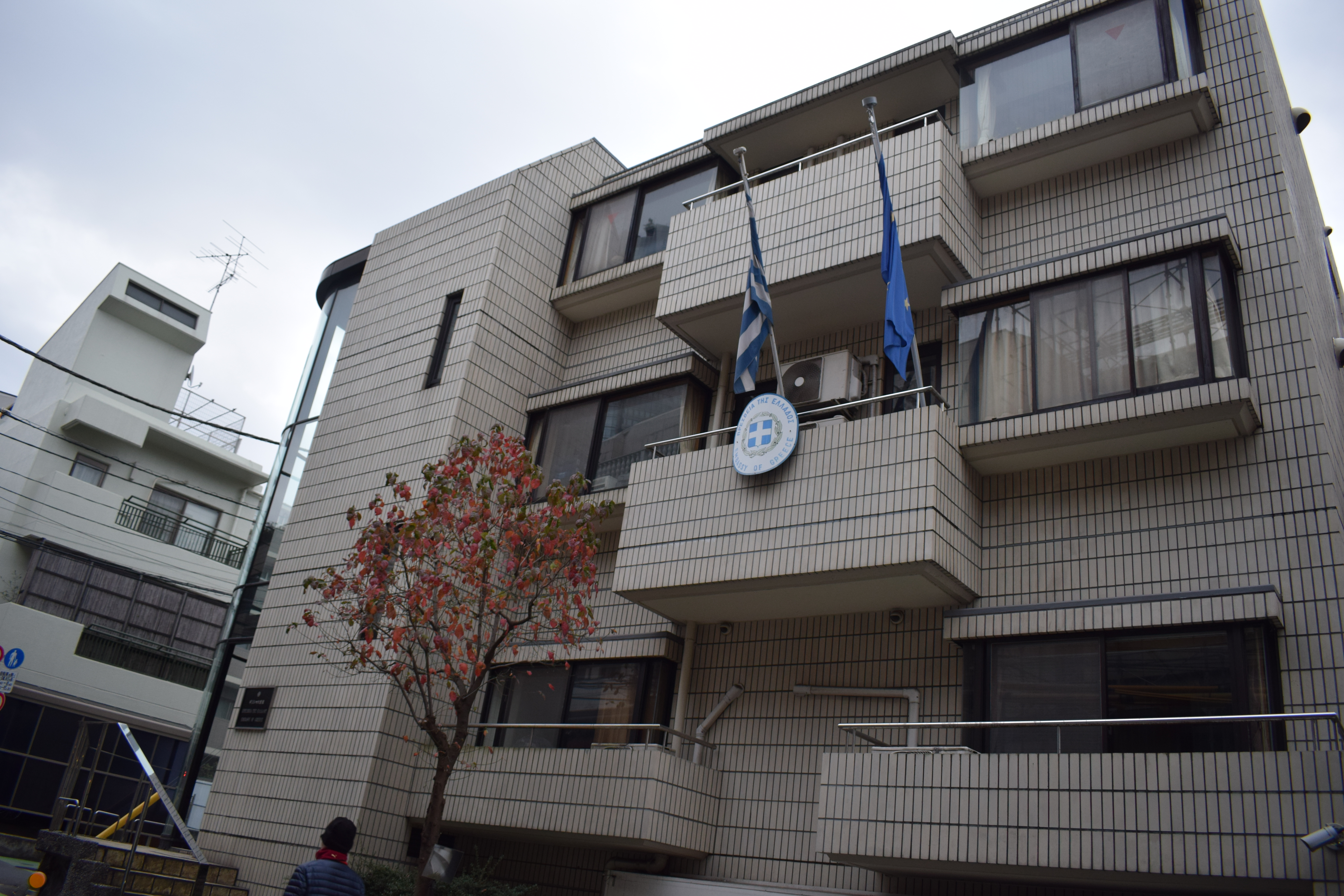
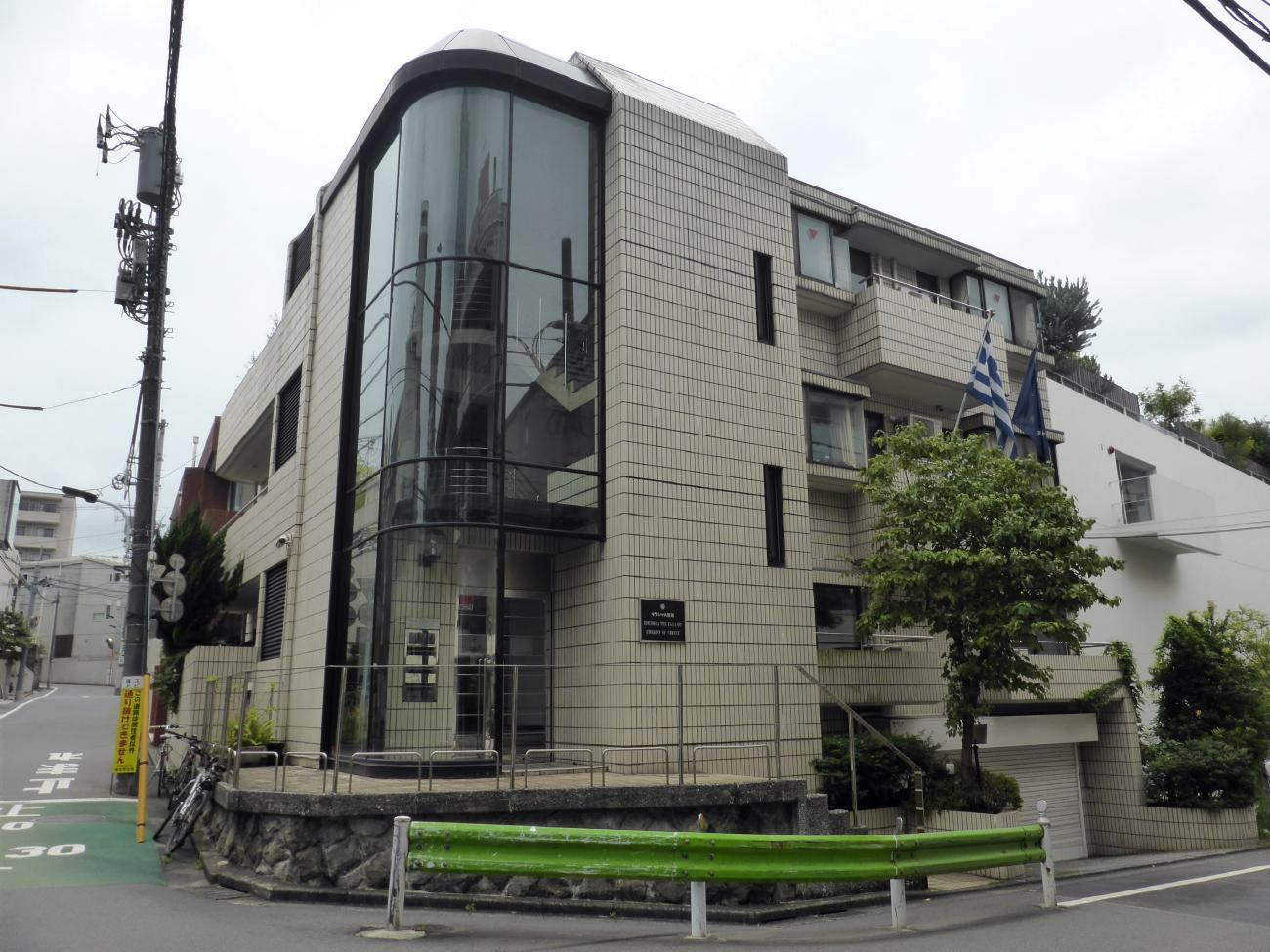
ギリシャ大使館正面玄関
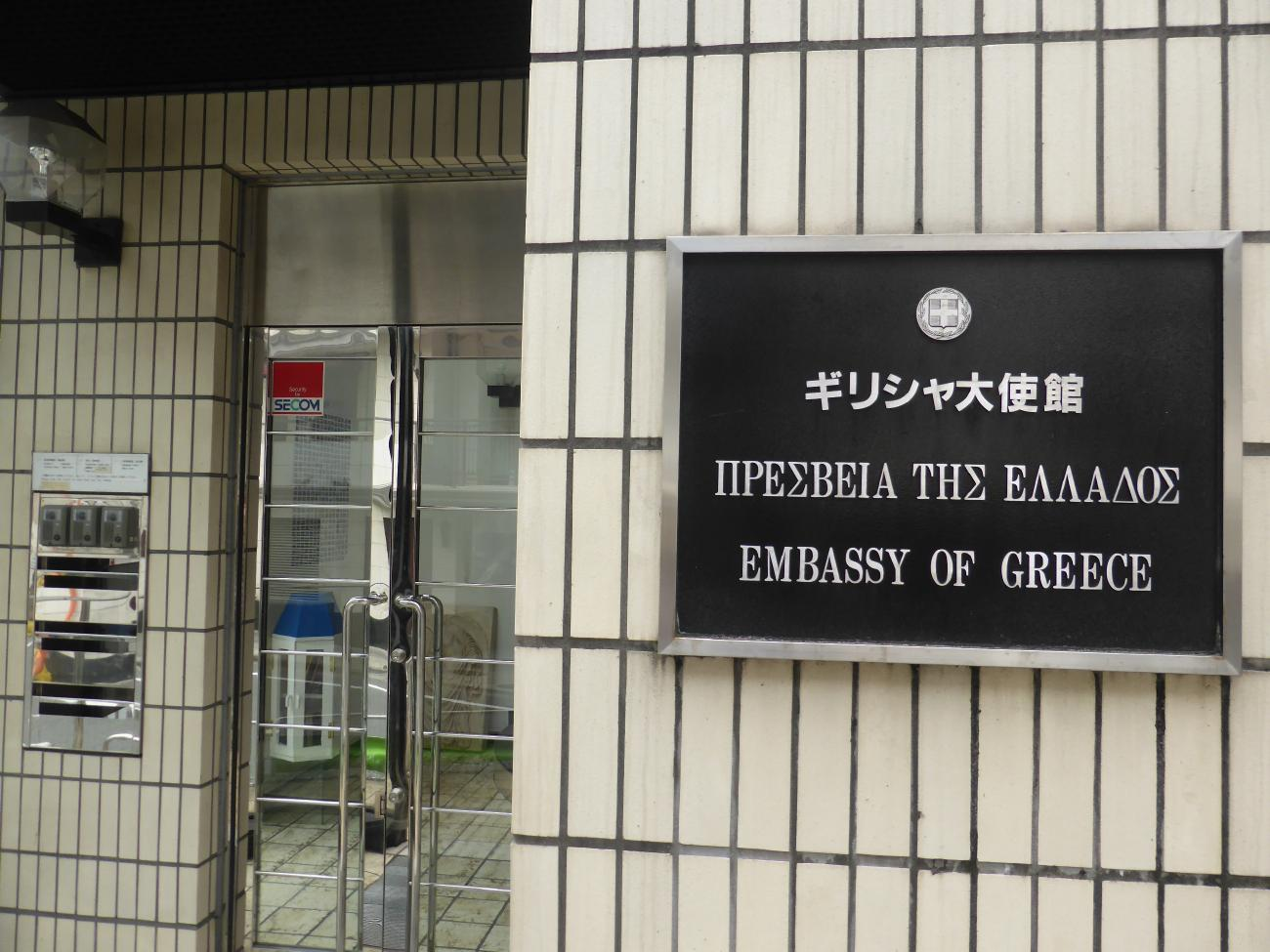
ギリシャ大使館表札
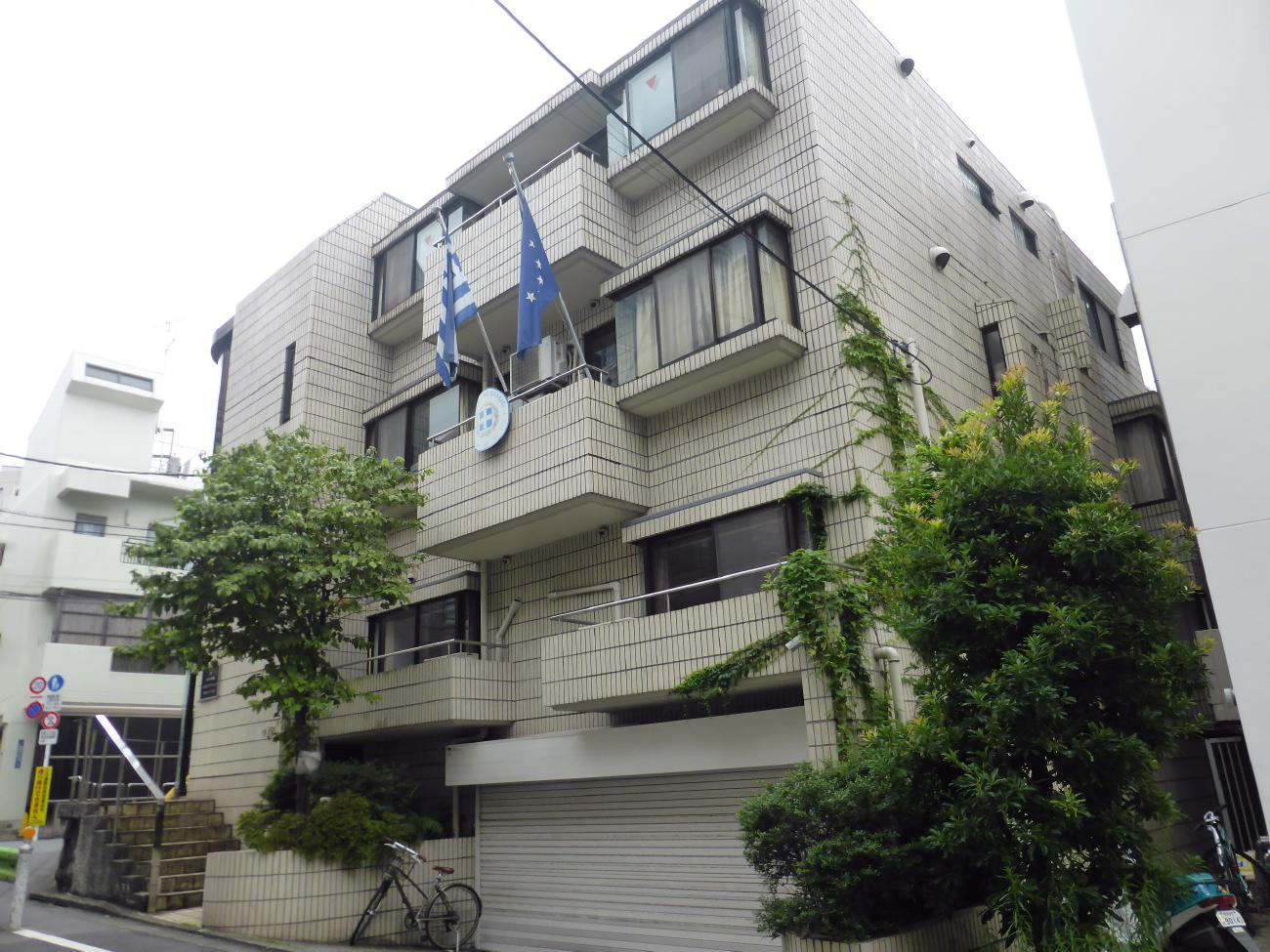
ギリシャ大使館全景

## 希土戦争の際の日本船に関する伝承

アニメ映画『TOKEI MARU』のポスター（2018年）

希土戦争の際、イズミルを占領していたギリシャ人や、トルコ軍の迫害を恐れるアルメニア人らが船でギリシャへ脱出した。各国の船が自国民を優先して乗船させるなか、日本の商船「Tokeimaru」が積み荷を投棄したり、トルコ側による難民への手出しを牽制したりしながら、約800人のアルメニア人やギリシャ人らを救出したと、生存者の証言や当時の報道で伝えられている。この出来事は多くのギリシャ人の間で語り継がれており、2017年にはザホス・サモラダスによって「Tokei Maru」という名前の短編アニメ映画が制作された。しかし、実はこの「Tokeimaru」に関する伝承については不明な部分も多く、どんな船だったのか、誰が船長だったのかなどが長らく判明していなかった。ギリシャ近現代史の研究者である東洋大学教授の村田奈々子は、過去の船の記録を調べたり、船会社への聞き取り調査を行ったりした結果、1922年、東地中海に「Tokeimaru」と響きが似た「東慶丸（とうけいまる）」という船が渡っていたこと、当時の船長が現在の南知多町出身の「日比左三」という人物だったことが判明した。また、知多半島に住む左三の親族とも接触し、左三の母親が熱心なキリスト教の正教会の信者だったことも突き止めた。